# Otto Kaus
Otto Kaus, född 19 september 1891, död 13 april 1945, var en österrikisk författare.
Otto Kaus tillämpade i en rad arbeten psykoanalytiska metoder på litterära personer, till exempel Der Fall Gogol (1912), Dostojewskij. Zur Kritik der Persönlichkeit (1916), Strindberg (1918) och Dostojewskij und sein Schicksal (1923).